# Daniel Kipkorir Chepyegon
Daniel Kipkorir Chepyegon (ur. 1 czerwca 1986) – ugandyjski lekkoatleta, długodystansowiec.

## Osiągnięcia
| Rok  | Impreza            | Miejsce | Konkurencja | Pozycja     | Wynik   |
| ---- | ------------------ | ------- | ----------- | ----------- | ------- |
| 2009 | Mistrzostwa świata | Berlin  | maraton     | 31. miejsce | 2:17:47 |

## Rekordy życiowe
- Maraton – 2:08:24 (2010) rekord Ugandy